# DFB-Hallenpokal der Frauen 1994
Der 1. DFB-Hallenpokal der Frauen wurde am 6. Februar 1994 ausgetragen. Spielort war Koblenz. Grün-Weiß Brauweiler schlug im Finale den TSV Siegen mit 5:4.

## Modus
Am Turnier nahmen acht Mannschaften der laufenden Bundesliga-Saison teil. Die Mannschaften wurden auf zwei Gruppen zu je vier Mannschaften verteilt. Innerhalb jeder Gruppe spielte jede Mannschaft einmal gegen jede andere. Die Gruppensieger und -zweiten erreichten das Halbfinale. Die Halbfinalverlierer spielten um den dritten Platz, die Halbfinalgewinner um den Turniersieg. Stand es ab dem Halbfinale nach der regulären Spielzeit unentschieden, folgte direkt ein Neunmeterschießen.
Die Gruppen wurden Champion’s Group und Cupwinner’s Group genannt. Allerdings spielten in beiden Gruppen Vereine, die weder Meister noch Pokalsieger waren.

## Teilnehmer
| - TuS Ahrbach - Tennis Borussia Berlin - Grün-Weiß Brauweiler - TuS Niederkirchen | - SG Praunheim - VfB Rheine - VfR 09 Saarbrücken - TSV Siegen |

## Vorrunde

### Champion’s Group
| Pl. | Verein               | Sp. | S | U | N | Tore    | Diff. | Punkte |
| --- | -------------------- | --- | - | - | - | ------- | ----- | ------ |
| 1.  | Grün-Weiß Brauweiler | 3   | 3 | 0 | 0 | 019:300 | +16   | 06:0   |
| 2.  | TuS Niederkirchen    | 3   | 2 | 0 | 1 | 011:140 | −3    | 04:20  |
| 3.  | TuS Ahrbach          | 3   | 1 | 0 | 2 | 008:700 | +1    | 02:40  |
| 4.  | VfB Rheine           | 3   | 0 | 0 | 3 | 003:170 | −14   | 0:60   |

|                      | Ergebnis |                      |
| -------------------- | -------- | -------------------- |
| TuS Niederkirchen    | 6:2      | VfB Rheine           |
| Grün-Weiß Brauweiler | 3:1      | TuS Ahrbach          |
| TuS Niederkirchen    | 3:2      | TuS Ahrbach          |
| Grün-Weiß Brauweiler | 6:0      | VfB Rheine           |
| TuS Niederkirchen    | 02:10    | Grün-Weiß Brauweiler |
| TuS Ahrbach          | 5:1      | VfB Rheine           |

### Cupwinner's Group
| Pl. | Verein                 | Sp. | S | U | N | Tore    | Diff. | Punkte |
| --- | ---------------------- | --- | - | - | - | ------- | ----- | ------ |
| 1.  | TSV Siegen             | 3   | 3 | 0 | 0 | 010:300 | +7    | 06:0   |
| 2.  | SG Praunheim           | 3   | 2 | 0 | 1 | 013:600 | +7    | 04:20  |
| 3.  | Tennis Borussia Berlin | 3   | 0 | 1 | 2 | 008:140 | −6    | 01:50  |
| 4.  | VfR 09 Saarbrücken     | 3   | 0 | 1 | 2 | 004:120 | −8    | 01:50  |

|                        | Ergebnis |                        |
| ---------------------- | -------- | ---------------------- |
| TSV Siegen             | 2:1      | SG Praunheim           |
| VfR 09 Saarbrücken     | 3:3      | Tennis Borussia Berlin |
| TSV Siegen             | 4:2      | Tennis Borussia Berlin |
| VfR 09 Saarbrücken     | 1:5      | SG Praunheim           |
| TSV Siegen             | 4:0      | VfR 09 Saarbrücken     |
| Tennis Borussia Berlin | 3:7      | SG Praunheim           |

## Endrunde

### Halbfinale
|                      | Ergebnis |                   |
| -------------------- | -------- | ----------------- |
| Grün-Weiß Brauweiler | 5:4      | Praunheim         |
| TSV Siegen           | 3:1      | TuS Niederkirchen |

### Spiel um Platz drei
|              | Ergebnis |                   |
| ------------ | -------- | ----------------- |
| SG Praunheim | 7:2      | TuS Niederkirchen |

### Finale
|                      | Ergebnis |            |
| -------------------- | -------- | ---------- |
| Grün-Weiß Brauweiler | 5:4      | TSV Siegen |